# Wittenberghorn
De Wittenberghorn is een berg gelegen in de Berner Alpen in Zwitserland. Hij heeft een hoogte van 2.350m.